# 9720 Ulfbirgitta
9720 Ulfbirgitta este un asteroid din centura principală de asteroizi.

## Descriere
9720 Ulfbirgitta este un asteroid din centura principală de asteroizi. A fost descoperit pe 16 martie 1980 la Observatorul La Silla de Claes-Ingvar Lagerkvist. El prezintă o orbită caracterizată de o semiaxă mare de 2,93 ua, o excentricitate de 0,11 și o înclinație de 12,0° în raport cu ecliptica.